# Thranius capucinus
Thranius capucinus là một loài bọ cánh cứng trong họ Cerambycidae.